# Güéjar Sierra
Güéjar Sierra ist eine Gemeinde in der Provinz Granada im Südosten Spaniens mit 2.926 Einwohnern (Stand: 2024). Die Gemeinde liegt in der Comarca Vega de Granada.

## Geografie
Die Gemeinde grenzt an die Gemeinden Capileira, Dílar, Dúdar, Jérez del Marquesado, Lugros, Monachil, La Peza, Pinos Genil, Quéntar und Trevélez. Die Gemeinde befindet sich am Fuße der Sierra Nevada. Das Quellgebiet des Flusses Genil liegt auf dem Gemeindegebiet.

## Geschichte
Die Geschichte der Stadt ist eng mit der von Granada verbunden, dessen Vorort sie heute ist. Die Burg von El Castillejo, deren Ruinen noch oberhalb des Dorfes zu sehen sind, wurde von den Römern erbaut, aber es waren die Mauren, die das Dorf nach ihrer Eroberung Spaniens im Jahr 711 besiedelten und ihm den Namen Qaryat Walyar gaben. Es blieb bis zum 25. November 1491 in maurischer Hand, als es in der letzten Phase der Reconquista von christlichen Truppen eingenommen wurde. Nach der Eroberung durch die Christen kam es um 1500 zu einem Aufstand der Morisken in dem Ort. Nach der Niederschlagung des Aufstands wurden die Morisken vertrieben und unter Philipps II. wurde der Ort durch hundert Familien verschiedener Herkunft neu bevölkert. Der Ort erlangte die Unabhängigkeit von Granada im Jahr 1575.